# Гионя, Сорин
Сорин Гионя (рум. Sorin Ghionea; род. 11 мая 1979, Галац) — румынский футболист, защитник. Выступал в сборной Румынии.

## Карьера
Большую часть карьеры — с 2003 по 2010 год (с перерывом) выступал за «Стяуа» (Бухарест). В январе 2010 года заключил 3-летний контракт с «Ростовом». В январе 2011 перешёл в состав клуба «Тимишоара». С 2002 — в сборной Румынии.

## Достижения
- Чемпион Румынии (2): 2004/05, 2005/06
- Обладатель Суперкубка Румынии: 2006